# هشام بن الوليد
هشام بن الوليد بن المغيرة المخزومي القرشي الكناني هو صحابي، أسلم مع وفد كنانة في السنة الرابعة من الهجرة، هو الشقيق الأصغر لسيف الله المسلول خالد بن الوليد، شارك في معركة الأحزاب ومؤتة، وشهد بيعة الرضوان، وكان ضمن وفد عمرو بن أمية الضمري الذي بعثه رسول الله برسالة إلى نجاشي الحبشة في السنة 7 هـ. شارك في فتح مكة وغزوة حنين، وشهد حجة الوداع، وشارك في فتح بلاد فارس والشام مع أخيه خالد، وتولى إمارة الطائف وتوفي بها.

## نسبه
- أبوه: الوليد بن المُغِيرة بن عبد الله بن عمرو بن مخزوم بن يقظة بن مرة بن كعب بن لؤي بن غالب بن فهر بن مالك بن قريش بن كنانة. أبو خالد.[2]
- أمه: لبابة بنت الحارث.

## سيرته
في السنة السابعة من الهجرة بعث رسول الله أمية بن عمرو إلى النجاشيّ في سرية من 40 صحابيا، فركبوا البحر وفيهم عمرو بن أبي ربيعة وعمارة بن الوليد وسليمان بن خالد والفاكه ونوفل و عبيد الله بن جحش وهشام بن الوليد، وكان ربان سفينتهم جميل التغلبي وهو ابن تاجر معروف كان يفد إلى الحبشة قبل ظهور الإسلام. ودخل الوفد على ملك الحبشة وأكرمهم، فوقف عمرو بن أمية بين يدي النجاشي، وقرأ كتاب رسول الله:
| هشام بن الوليد | "بسم الله الرحمن الرحيم، من محمد رسول لله إلى النجاشي ملك الحبشة: سلام عليك إني أحمد الله إليك، الله الذي لا إله إلا هو الملك القدوس السلام المؤمن المهيمن، وأشهد أن عيسى بن مريم روح الله وكلمته ألقاها إلى مريم البتول الطيبة الحصينة، فحملت بعيسى فخلقه الله من روحه كما خلق آدم بيده، وإنى أدعوك وجنودك إلى الله عز وجل، وقد بلغت ونصحت فاقبلوا نصحي، والسلام على من اتبع الهدى". | هشام بن الوليد |